# Plotosus lineatus
Plotosus lineatus Thunberg, 1787, noto in italiano come pesce gatto dei coralli, è uno dei pochissimi membri dell'ordine Siluriformes completamente adattato alla vita nelle acque marine.

## Distribuzione ed habitat
È diffuso nelle regioni tropicali degli oceani Pacifico e Indiano dal Madagascar e le coste dell'Africa orientale al Giappone del sud, all'Australia e la Polinesia. Recentemente è immigrato nel mar Mediterraneo orientale lungo le coste israeliane dal Mar Rosso.
Il suo habitat è esclusivamente marino, si ritrova sia nelle zone coralline che sulle praterie di Fanerogame e Alghe fino agli estuari ed alle pozze di marea. Raramente può penetrare in acque completamente dolci.

## Descrizione
La caratteristica più notevole di questa specie è nelle pinne, infatti la seconda dorsale, la caudale e l'anale sono fuse assieme come nell'anguilla. Per il resto è piuttosto simile ai pesci gatto appartenenti alle famiglie di acqua dolce: la bocca è circondata da 8 barbigli, 4 sulla mascella superiore e 4 sulla inferiore. La prima pinna dorsale e le pinne pettorali sono dotate di un aculeo velenoso.

La livrea è bruna con fasce longitudinali color crema o, nei giovani, bianco brillante. Raggiunge i 30 cm di lunghezza.

## Alimentazione
Si nutre di crostacei, molluschi, policheti ed altri invertebrati che cerca incessantemente nella sabbia.

## Riproduzione
Oviparo con uova demersali e larve planctoniche.

## Biologia
I giovani vivono in gruppi molto serrati di alcune centinaia di esemplari mentre gli adulti sono sedentari o, al massimo, possono ritrovarsi in branchetti di una ventina di individui.

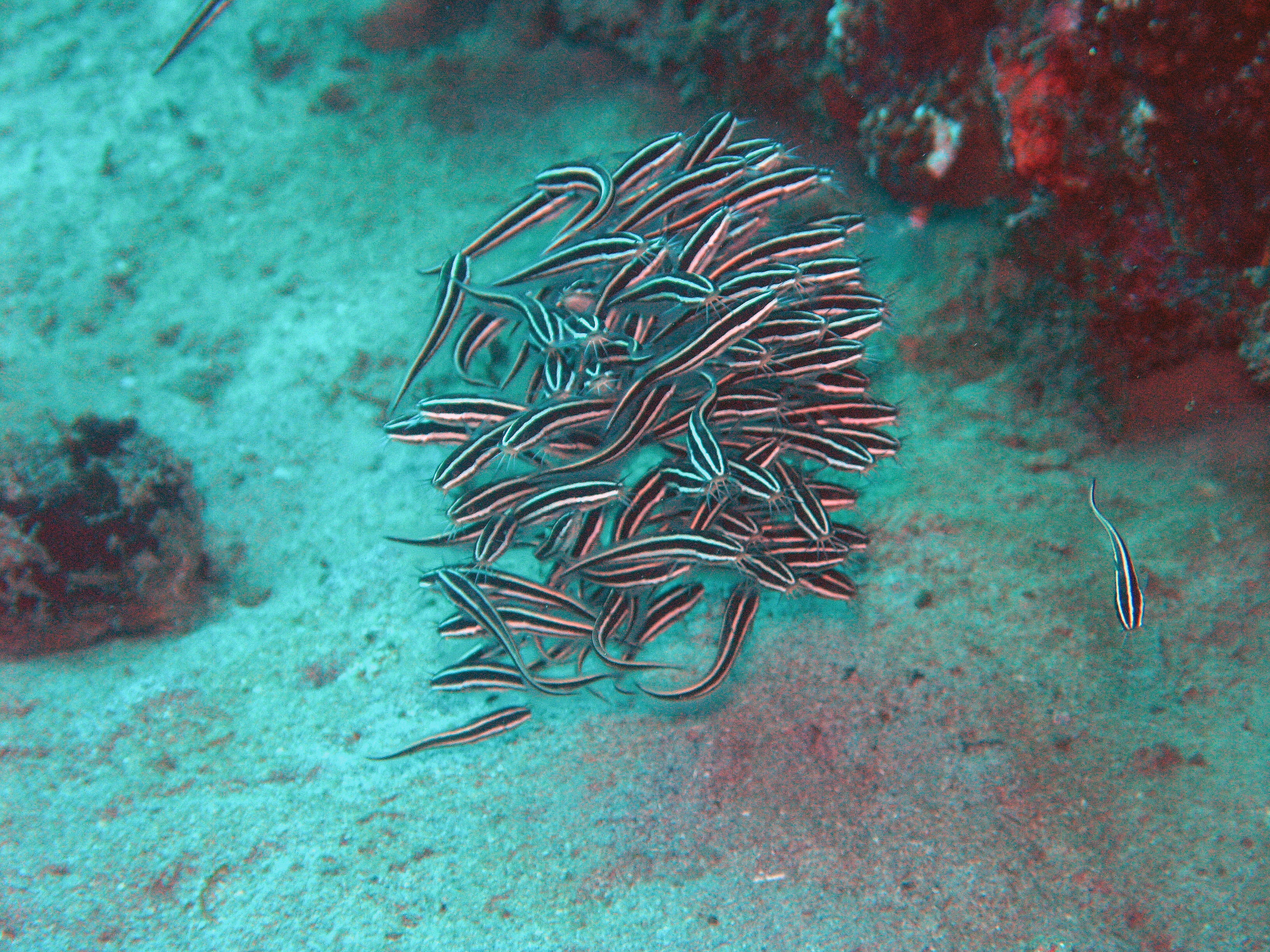
Branco di giovani
Plotosus lineatus.

## Pericolo per l'uomo
Le spine delle pinne pettorali e della prima dorsale sono velenose e possono avere conseguenze gravi ed, in rari casi, persino letali.

## Acquariofilia
I giovani vengono spesso allevati in grandi vasche degli acquari pubblici. È una specie che ama vivere in branchi, quindi difficilmente un privato può disporre di vasche sufficientemente grandi. Gli adulti, invece, sono più solitari ed anche una vasca più piccola può essere adatta.